# Søren Madsen
Søren Madsen   (Middelfart, 31 de maig de 1976) és un remer danès, ja retirat, guanyador d'una medalla olímpica.
El 2000 va prendre part en els Jocs Olímpics d'Estiu de Sydney, on guanyà la medalla de bronze en la prova del quatre sense timoner lleuger del programa de rem. Formà equip amb Thomas Ebert, Eskild Ebbesen i Victor Feddersen. En el seu palmarès també destaca una medalla de plata en el Campionat del món de rem de 2001.